# Caseyeur

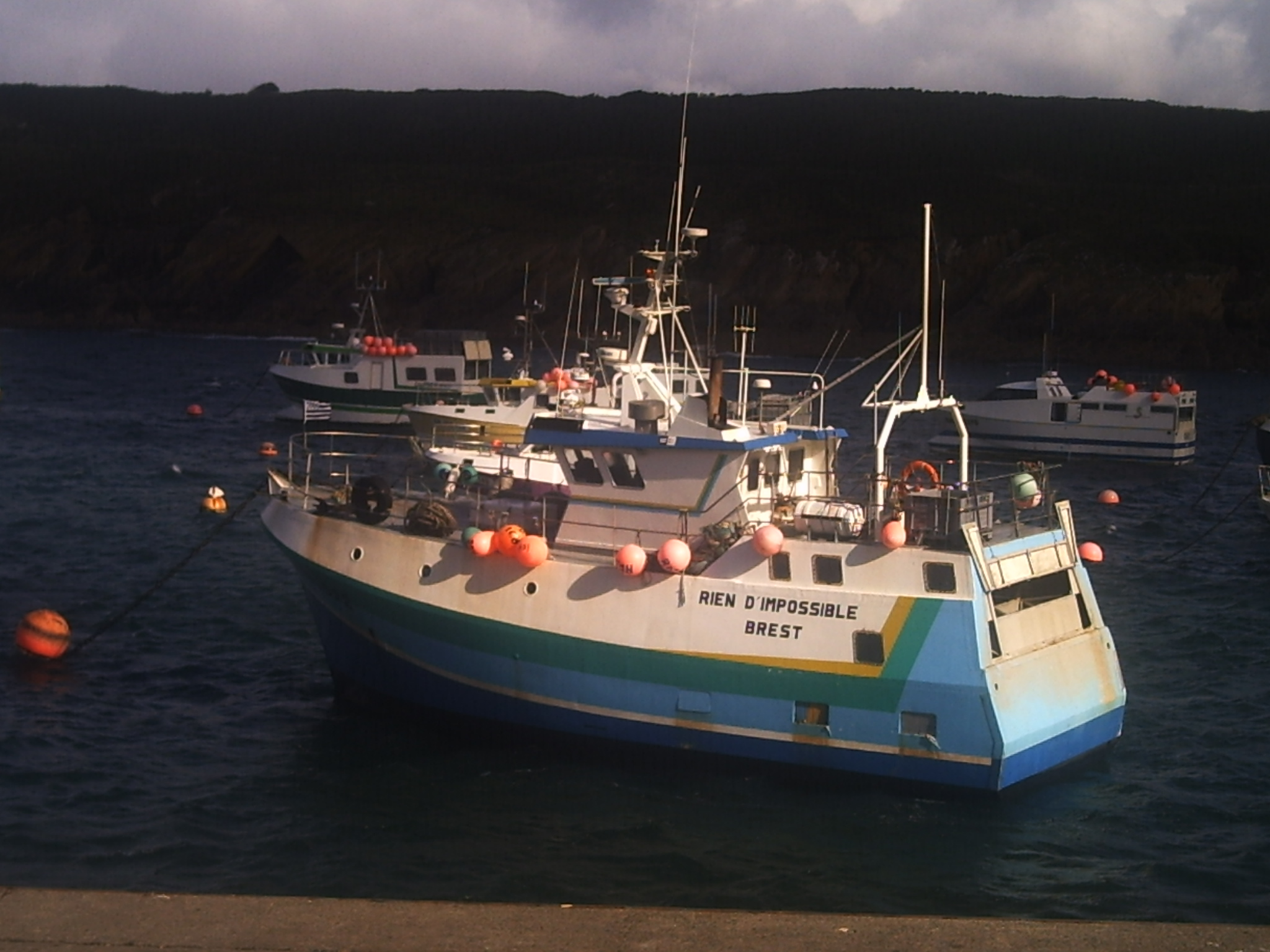
Caseyeur au port du Conquet.

Un caseyeur est un bateau de pêche en usage notamment en Bretagne, utilisant des casiers destinés à la pêche aux tourteaux, araignées, homards et étrilles.
En France, le principal port de caseyeurs est celui de Roscoff.